# Achterveld (Barneveld)
Het Barneveldse Achterveld is het oostelijk buitengebied van de plaats Achterveld, dat in de gemeente Leusden en de provincie Utrecht ligt. Het telt 140 inwoners.
Er zijn twee gemeentelijke monumenten, een schaapskooi en een boerderij.

## Geboren
- Gerard van den Hengel (1963), politicus